# Rio de Janeiro
Rio de Janeiro (portugalsko: [ˈʁi.u d(ʒi) ʒɐˈne(j)ɾu] ) za 'januarska reka') ali preprosto Rio, je velemesto in glavno mesto istoimenske zvezne države v jugovzhodni Braziliji. Rio slovi po plažah Copacabana in Ipanema, obkroženima s hoteli, po velikem kipu Kristusa Odrešenika (portugalsko Cristo Redentor, standard brazilsko portugalsko: [ˈkɾistu ʁedẽˈtoʁ]) na gori Corcovado in po vsakoletnem pustnem karnevalu. Poleg tega ima velemesto največji gozd znotraj kakega urbanega območja, ki se imenuje Floresta da Tijuca.
Rio de Janeiro leži na 22° 54' južne zemljepisne širine in 43° 14' zahodne zemljepisne dolžine. Mestna občina ima skoraj 7 milijonov prebivalcev (po oceni leta 2018) in pokriva površino 1256 km², število prebivalcev širšega mestnega metropolitanskega območja pa ocenjujejo na okoli 13 milijonov. S tem je za São Paulom drugo največje brazilsko mesto, do preselitve prestolnice v Brasílio v letu 1960 pa je opravljalo tudi vlogo glavnega mesta. 
Kraj, kjer danes stoji mesto, so januarja 1501 kot prvi Evropejci dosegli portugalski raziskovalci, ki jih je vodil Gaspar de Lemos. Mislili so, da je Guanabarski zaliv estuarij, zato so ga poimenovali Januarska reka. Mesto je bilo ustanovljeno šele 1. marca leta 1565, ko ga je portugalski vitez Estácio de Sá v čast svojega kralja Sebastjana I. imenoval São Sebastião do Rio de Janeiro (Sveti Sebastijan Januarske reke). Sprva je bilo mesto sedež kapitanije Rio de Janeiro, domene Portugalskega imperija. Leta 1763 je postal glavno mesto države Brazilije, države Portugalskega imperija. Leta 1808, ko se je portugalski kraljevi dvor preselil v Brazilijo, je Rio de Janeiro postal sedež dvora portugalske kraljice Marije I. Kasneje je pod vodstvom svojega sina princa regenta Ivana VI. Portugalskega povzdignila Brazilijo v dostojanstvo kraljestva v Združenem kraljestvu Portugalske, Brazilije in Algarvesa. Rio je ostal glavno mesto večcelinske monarhije do leta 1822, ko se je začela brazilska vojna za neodvisnost. To je eden redkih primerov v zgodovini, da se je glavno mesto države kolonizatorke uradno preselilo v mesto v eni od njenih kolonij. Rio de Janeiro je kasneje služil kot glavno mesto neodvisne monarhije, Brazilskega imperija, do leta 1889 in nato glavno mesto republikanske Brazilije do leta 1960, ko je bilo glavno mesto preneseno v Brasílio.
Mesto je zraslo ob vznožju gore Sladkorna glava (Pão-de-Açúcar), vendar so kasneje, v skladu s srednjeveškim načinom obrambe, trdnjavo prestavili na vrh Grajskega griča (Morro do Castelo).
Kljub temu, da se velemesto v mnogih vidikih lahko uvršča med najsodobneje urejena na svetu, veliko prebivalcev živi v favelah, v zelo slabih življenjskih pogojih.

## Zgodovina

### Predkolonialno obdobje
Območje Ria je bilo poseljeno z ljudstvi Tupi, Puri, Botocudo in Maxakalí.

### Kolonialno obdobje
Evropejci so prvič naleteli na zaliv Guanabara 1. januarja 1502 (torej Rio de Janeiro, 'januarska reka'), med portugalsko odpravo pod vodstvom raziskovalca Gasparja de Lemosa, kapitana ladje v floti Pedra Álvaresa Cabrala ali pod vodstvom Gonçala Coelha. Kot opazovalec naj bi na povabilo kralja Manuela I. v isti odpravi sodeloval tudi florentinski raziskovalec Amerigo Vespucci.
Leta 1555 je enega od otokov v zalivu Guanabara, ki se zdaj imenuje otok Villegagnon, zasedlo 500 francoskih kolonistov pod vodstvom francoskega admirala Nicolasa Duranda de Villegaignona. Posledično je na otoku Villegagnon zgradil Fort Coligny, ko je poskušal ustanoviti francosko antarktično kolonijo. Sčasoma je ta francoska naselbina postala prevelika grožnja za ustanovljeno portugalsko kolonijo in leta 1560 je bil izdan ukaz, da se jih znebijo. Dolgoletno vojaško agresijo je nato sprožil novi generalni guverner Brazilije Mem De Sa, kasneje pa jo je nadaljeval njegov nečak Estacio De Sa. 20. januarja 1567 so bile francoske sile dokončno poražene in so bile odločno za vedno izgnane iz Brazilije.
Mesto Rio de Janeiro so 1. marca 1565 ustanovili Portugalci pod vodstvom Estácia de Sá, vključno z Antôniom de Marizom. Poimenovali so ga São Sebastião do Rio de Janeiro v čast sv. Sebastijana, svetniku, ki je bil soimenjak in zavetnik portugalskega takratnega monarha Sebastiãoa. Rio de Janeiro je bilo ime zaliva Guanabara. Do začetka 18. stoletja je mesto ogrožalo ali napadlo več večinoma francoskih piratov in gusarjev, kot sta Jean-François Duclerc in René Duguay-Trouin.
V poznem 17. stoletju, še v času sladkorne dobe, so Bandeiranti odkrili zlato in diamante v sosednji kapitaniji Minas Gerais, zato je Rio de Janeiro postal veliko bolj praktično pristanišče za izvoz bogastva (zlata, dragih kamnov, poleg sladkorja) kot Salvador, Bahia, veliko bolj severovzhodno. 27. januarja 1763 je bila kolonialna uprava v portugalski Ameriki preseljena iz Salvadorja v Rio de Janeiro. Mesto je ostalo predvsem kolonialna prestolnica do leta 1808, ko se je portugalska kraljeva družina in večina povezanih lizbonskih plemičev, ki so bežali pred Napoleonovo invazijo na Portugalsko, preselila v Rio.

### Portugalski dvor
Prestolnica kraljevine je bila prenesena v mesto, ki je tako postalo edina evropska prestolnica izven Evrope. Ker ni bilo fizičnega prostora ali urbane strukture za namestitev na stotine plemičev, ki so nenadoma prispeli, so bili številni prebivalci preprosto izgnani iz svojih domov. V prvem desetletju je bilo ustanovljenih več izobraževalnih ustanov, kot so Vojaška akademija, Kraljeva šola znanosti, umetnosti in obrti ter Cesarska akademija lepih umetnosti, pa tudi Nacionalna knjižnica Brazilije – z največjo zbirko v Latinski Ameriki – in Botanični vrt. Prvi tiskani časopis v Braziliji, Gazeta do Rio de Janeiro, je prišel v obtok v tem obdobju. Ko je bila Brazilija leta 1815 povzdignjena v Kraljevino, je postala glavno mesto Združenega kraljestva Portugalske, Brazilije in Algarvesa do vrnitve portugalske kraljeve družine v Lizbono leta 1821, vendar je ostala glavno mesto Kraljevine Brazilije.
Od kolonialnega obdobja do prve neodvisne dobe je bil Rio de Janeiro mesto sužnjev. Prišlo je do velikega pritoka afriških sužnjev: leta 1819 je bilo v kapitaniji 145.000 sužnjev. Leta 1840 je število sužnjev doseglo 220.000 ljudi. Med letoma 1811 in 1831 je v Rio de Janeiro prispelo od 500.000 do milijon sužnjev skozi privez Valongo, ki je danes del svetovne dediščine. Pristanišče Rio de Janeiro je bilo največje pristanišče sužnjev v Ameriki.

## Imperij
Ko je princ Peter leta 1822 razglasil neodvisnost Brazilije, se je odločil obdržati Rio de Janeiro kot prestolnico svojega novega cesarstva, medtem ko je bil kraj obogaten s pridelavo sladkornega trsa v regiji Campos in še posebej z noviteto, pridelavo kave v dolini Paraíba. Da bi provinco ločili od prestolnice cesarstva, je bilo mesto leta 1834 spremenjeno v nevtralno občino, mimo province Rio de Janeiro pa je Niterói postalo glavno mesto.
Kot politično središče države je bil Rio koncentriran politično-strankarsko življenje cesarstva. To je bil glavni oder abolicionističnega in republikanskega gibanja v drugi polovici 19. stoletja. Takrat se je število sužnjev drastično zmanjšalo in mesto se je razvilo s sodobnimi odtoki, živalskimi tramvaji, železniškimi postajami, ki prečkajo mesto, plinsko in električno razsvetljavo, telefonsko in telegrafsko napeljavo, vodovodno in rečno napeljavo. Rio je ostal glavno mesto Brazilije po letu 1889, ko je monarhijo zamenjala republika.
6. februarja 1889 je bila ustanovljena tekstilna tovarna Bangu z imenom Companhia Progresso Industrial do Brasil. Tovarna je bila uradno odprta 8. marca 1893 v kompleksu z različnimi arhitekturnimi slogi, kot so italijanska arhitektura, neogotika in mansardne strehe. Po odprtju leta 1893 so v Bangu prišli delavci iz Velike Britanije, ki so delali v tekstilni tovarni. Stare kmetije so postale delavske vasi s hišami iz rdeče opeke, nastala je neogotska cerkev, ki še vedno obstaja kot župnijska cerkev svetega Sebastijana in svete Cecilije. Pojavili so se tudi ulični kinematografi in kulturne stavbe. Maja 1894 je Thomas Donohoe, britanski delavec iz Busbyja na Škotskem, prispel v Bangu.
Donohoe je bil presenečen, ko je ugotovil, da Brazilci sploh ne poznajo nogometa. Zato je pisal svoji ženi Elizabeth in jo prosil, naj prinese nogometno žogo, ko se mu pridruži. In kmalu po njenem prihodu, septembra 1894, se je na igrišču poleg tekstilne tovarne odvijala prva nogometna tekma v Braziliji. To je bila tekma petih na stran med britanskimi delavci in se je odvijala šest mesecev pred prvo tekmo, ki jo je organiziral Charles Miller v São Paulu. Vendar pa je bil nogometni klub Bangu uradno ustanovljen šele leta 1904.

### Republikansko obdobje
V času, ko je bila ustanovljena brazilska Stara republika, mestu ni bilo urbanističnega načrtovanja in sanitarij, kar je pripomoglo k širjenju številnih bolezni, kot so rumena mrzlica, griža, norice, tuberkuloza in celo črna smrt. Pereira Passos, ki je bil leta 1902 imenovan za župana, je uvedel reforme za posodobitev mesta in porušil cortiços, kjer je živela večina revnega prebivalstva. Ti ljudje, večinoma potomci sužnjev, so se nato preselili živet v mestne hribe in ustvarili prve favele. Po navdihu mesta Pariza je Passos v središču mesta zgradil mestno gledališče, Museu Nacional de Belas Artes (Narodni muzej lepih umetnosti, Rio de Janeiro) in Narodno knjižnico; prinesel električno energijo v Rio in ustvaril večje avenije za prilagoditev mesta avtomobilom. Passos je imenoval tudi Oswalda Cruza za generalnega direktorja javnega zdravja. Cruzovi načrti za čiščenje mesta bolezni so vključevali obvezno cepljenje celotnega prebivalstva in prisilno vstopanje v hiše, da bi uničili komarje in podgane. Prebivalci mesta so se uprli Cruzovi politiki, kar je bilo znano kot upor cepljenja.
Leta 1910 je Rio videl upor, ko so se afro-brazilski člani posadke v brazilski mornarici uprli proti težki uporabi telesnega kaznovanja, ki je bilo podobno kaznovanju sužnjev. Uporniki so prevzeli nadzor nad bojno ladjo Minas Geraes in zagrozili, da bodo streljali na mesto. Leta 1922 se je zgodil še en vojaški upor, upor v trdnjavi Copacabana, pohod proti koronelizmu in politiki café com leite (Politika kave z mlekom) Stare republike. Ta upor je zaznamoval začetek tenentizma, gibanja, ki je povzročilo brazilsko revolucijo leta 1930, ki je začela Vargasovo dobo (obdobje v zgodovini Brazilije med letoma 1930 in 1946, ko je državo vodil predsednik Getúlio Vargas).
Do prvih let 20. stoletja je bilo mesto v veliki meri omejeno na sosesko, ki je danes znana kot zgodovinsko mestno jedro (glej spodaj), na ustju zaliva Guanabara. Težišče mesta se je začelo premikati proti jugu in zahodu v tako imenovano Zona Sul (Južna cona) v začetku 20. stoletja, ko je bil pod gorami zgrajen prvi predor med Botafogom in sosesko, ki je danes znana kot Copacabana. Širitev mesta proti severu in jugu je olajšala konsolidacija in elektrifikacija tramvajskega tranzitnega sistema Ria po letu 1905. Naravno okolje Botafogosa v kombinaciji s slovesom hotela Copacabana Palace, luksuznega hotela Amerike v 1930-ih, je pomagalo Riu pridobiti sloves mesta za zabave na plaži, ki ga ima še danes. Ta ugled je bil v zadnjih letih nekoliko okrnjen zaradi nasilja v favelah, ki je posledica trgovine z mamili in milic.
Občasno so razpravljali o načrtih za selitev glavnega mesta države iz Ria de Janeira v središče Brazilije, in ko je bil leta 1955 za predsednika izvoljen Juscelino Kubitschek, je bilo to delno na podlagi obljub o izgradnji nove prestolnice. Čeprav so mnogi mislili, da je šlo le za predvolilno retoriko, je Kubitscheku do leta 1960 z velikimi stroški uspelo zgraditi Brasílio in novo zvezno okrožje. 21. aprila istega leta je bilo glavno mesto Brazilije uradno prestavljeno v Brasílio. Ozemlje nekdanjega zveznega okrožja je po zalivu, ki meji na vzhodu, postalo samostojna zvezna država Guanabara, ki je obsegala samo mesto Rio de Janeiro. Po državnem udaru leta 1964, ki je vzpostavil vojaško diktaturo, je bila mestna država edina država v Braziliji, ki je nasprotovala vojski. Nato je leta 1975 predsedniški odlok, znan kot The Fusion, odstranil federativni status mesta in ga združil z zvezno državo Rio de Janeiro, pri čemer je mesto Rio de Janeiro nadomestilo Niterói kot glavno mesto države in ustanovilo Metropolitansko regijo Rio de Janeiro.
Leta 1992 je Rio gostil Earth Summit, konferenco Združenih narodov za boj proti degradaciji okolja. Dvajset let pozneje, leta 2012, je mesto gostilo še eno konferenco o trajnostnem razvoju, imenovano Konferenca Združenih narodov o trajnostnem razvoju. Mesto je leta 2013 gostilo Svetovni dan mladih, drugi svetovni dan mladih v Južni Ameriki in prvi v Braziliji. Na športnem področju je bil Rio de Janeiro gostitelj vseameriških iger leta 2007 in finala svetovnega prvenstva v nogometu leta 2014. 2. oktobra 2009 je Mednarodni olimpijski komite objavil, da bo Rio de Janeiro gostil Poletne olimpijske igre 2016 in paraolimpijske igre 2016, pri čemer je premagal tekmece Chicago, Tokio in Madrid. Mesto je postalo prvo južnoameriško mesto, ki je gostilo dogodek, in drugo latinskoameriško mesto (po Ciudad de Mexico leta 1968), ki je gostilo igre. Od začetka leta 2010 je Rio de Janeiro vpisan na Unescov seznam svetovne dediščine zaradi svoje umetnosti, urbane kulture in oblikovane pokrajine, postavljene okoli naravnega okolja.

## Geografija
Mesto stoji na razmeroma ozki priobalni ravnici ob atlantski obali blizu Kozorogovega povratnika, nad katerim se dviguje hribovje Serra do Mar, ki predstavlja južni del Brazilskega višavja. Središče mesta je ob zahodnem bregu Guanabarskega zaliva, novejši predeli na jugozahodu pa stojijo neposredno na oceanski strani. Dostop do slednjih otežujejo obronki hribovja Serra do Mar z ikonično goro Sladkorna glava (Pão de Açúcar) ob ustju zaliva, ki je eden od simbolov mesta. Višavje se razteza v smeri od vzhoda proti zahodu in deli Rio de Janeiro na severno in južno cono. Porašča ga razmeroma neokrnjen oceanski deževni gozd Tijuca, ki je zavarovan kot narodni park Tijuca in velja za največji mestni gozd na svetu. Znotraj parka med drugim stoji gora Corcovado s kipom Kristusa Odrešenika. V grobem severne predele mesta sestavljajo delavska naselja in industrijska območja, v južnih predelih blizu oceana pa prebiva srednji in višji sloj prebivalcev. Slednji so med drugim znani po slavnih plažah, kot sta Copacabana in Ipanema. Dostopnejši so postali šele v začetku 20. stoletja, ko so skozi gorsko pregrado proti severu izvrtali številne predore.

### Parki
Mesto ima parke in ekološke rezervate, kot je narodni park Tijuca, prvi mestni gozd na svetu in Unescov seznam okoljske dediščine in biosferni rezervat; Državni park Pedra Branca, v katerem je najvišja točka Ria de Janeira, vrh Pedra Branca; kompleks Quinta da Boa Vista; botanični vrt; živalski vrt v Riu; Parque Lage; in Passeio Público, prvi javni park v Ameriki. Poleg tega je park Flamengo največje odlagališče v mestu, ki se razteza od središča do južne cone in vsebuje muzeje in spomenike ter veliko vegetacije.
Od leta 1961 je Narodni park Tijuca (Parque Nacional da Tijuca), največji mestni gozd obdan z mestom in drugi največji mestni gozd na svetu, narodni park. Največji urbani gozd na svetu je Floresta da Pedra Branca (Gozd bele skale), ki je v zahodni coni Ria de Janeira.

### Okolje
Zaradi visoke koncentracije industrije v metropolitanski regiji se je mesto soočilo z resnimi težavami onesnaževanja okolja. Zaliv Guanabara je izgubil območja mangrov in trpi zaradi ostankov gospodinjskih in industrijskih odplak, olja in težkih kovin. Čeprav se njegove vode obnavljajo, ko dosežejo morje, je zaliv končni sprejemnik vseh pritokov, ki nastajajo ob njegovih bregovih in v porečjih številnih rek in potokov, ki se vanj izlivajo. Ravni trdnih delcev v zraku so dvakrat višje od tistih, ki jih priporoča Svetovna zdravstvena organizacija, deloma zaradi velikega števila vozil v obtoku.
Vode zaliva Sepetiba počasi sledijo poti, ki jo je začrtal zaliv Guanabara, pri čemer se odplake, ki jih ustvari populacija reda 1,29 milijona prebivalcev, brez obdelave izpuščajo v potoke ali reke. V zvezi z industrijskim onesnaževanjem so tovarne v industrijskih območjih Santa Cruz, Itaguaí in Nova Iguaçu, zgrajene pod nadzorom državnih politik, skozi leta odlagale zelo strupene odpadke z visokimi koncentracijami težkih kovin – predvsem cinka in kadmija.
Laguna Marapendi in laguna Rodrigo de Freitas sta trpeli zaradi popustljivosti oblasti in naraščanja števila stanovanjskih stavb v bližini. Nezakonito odvajanje odplak in posledično odmiranje alg sta zmanjšala oksigenacijo vode, kar je povzročilo pogin rib.
Po drugi strani pa obstajajo znaki dekontaminacije v laguni, ki je bila izvedena prek javno-zasebnega partnerstva, ustanovljenega leta 2008, da bi zagotovili, da bodo vode v laguni sčasoma primerne za kopanje. Dekontaminacijske akcije vključujejo prenos blata v velike kraterje v sami laguni in ustvarjanje nove neposredne in podzemne povezave z morjem, kar bo prispevalo k večji dnevni izmenjavi vode med obema okoljema. Med olimpijskimi igrami je laguna gostila tekmovanja v veslanju in pojavili so se številni pomisleki glede morebitne okužbe zaradi človeških odplak.

### Podnebje
Rio ima tropsko savansko podnebje (Aw), ki meji na tropsko monsunsko podnebje (Am) po Köppnovi podnebni klasifikaciji, zanj pa so pogosto značilna dolga obdobja močnega deževja med decembrom in marcem. Mesto doživlja vroča, vlažna poletja in tople, sončne zime. V celinskih območjih mesta so temperature nad 40 °C poleti pogoste, čeprav redko za daljša obdobja, medtem ko se lahko najvišje temperature nad 27 °C pojavijo mesečno.
Ob obali vetrič, ki piha na kopnem in na morju, znižuje temperaturo. Zaradi geografskega položaja mesto pogosto dosežejo hladne fronte, ki prihajajo z Antarktike, zlasti jeseni in pozimi, kar povzroča pogoste vremenske spremembe. Poleti so lahko močnejša deževja, ki občasno povzročijo katastrofalne poplave in zemeljske plazove. Gorska območja imajo več padavin, saj predstavljajo oviro za vlažen veter, ki prihaja iz Atlantika. Mesto je v preteklosti imelo redke zmrzali. Na nekaterih območjih v zvezni državi Rio de Janeiro občasno padajo snežna zrnca in ledene kroglice (popularno imenovane granizo) ali toča.
Suša je zelo redka, čeprav se občasno zgodi zaradi močno sezonskega tropskega podnebja v mestu. Brazilska suša v letih 2014–2015, najhujša v jugovzhodni regiji in najhujša v desetletjih, je prizadela oskrbo z vodo v celotni metropolitanski regiji (preusmeritev reke Paraíba do Sul v reko Guandu je glavni vir za najbolj naseljeno mezoregijo v državi). Med vodno krizo leta 2014 so obstajali načrti za preusmeritev Paraíba do Sul v Sistema Cantareira (sistem Cantareira), da bi pomagali zaradi suše prizadetem območju širšega São Paula. Vendar pa je razpoložljivost zadostne količine padavin za oskrbo obeh metropolitanskih območij z vodo iz pipe v prihodnosti zgolj špekulativna.
Približno v istih predmestjih (Nova Iguaçu in okolica, vključno z deli Campo Grande in Bangu), ki ustrezajo lokaciji padanja psevdotoče (granizo) marca 2012, februarja–marca 2013 in januarja 2015, je tornadu podoben pojav januarja 2011, prvič v pisani zgodovini regije, povzročil strukturno škodo in dolgotrajne izpade električne energije, vendar brez smrtnih žrtev. Svetovna meteorološka organizacija je svetovala, da mora biti Brazilija, zlasti njena jugovzhodna regija, pripravljena na vse hujše vremenske pojave v bližnji prihodnosti, saj dogodki, kot so katastrofalne poplave in plazovi v Riu de Janeiru januarja 2011, niso osamljen pojav. V začetku maja 2013 so vetrovi s hitrostjo nad 90 km/h (56 mph) povzročili izpade elektrike v 15 soseskah mesta in treh okoliških občinah ter ubili eno osebo. V Riu so pihali podobno močni vetrovi (približno 100 km/h (62 mph)) januarja 2015. Povprečna najnižja letna temperatura je 21 °C, povprečna najvišja letna temperatura je 27 °C, povprečna letna temperatura pa je 24 °C. Povprečna letna količina padavin je 1069 mm.
Temperatura se spreminja tudi glede na nadmorsko višino, oddaljenost od obale in vrsto vegetacije ali rabo tal. Pozimi hladne fronte in morski vetrovi ob zori/jutru prinašajo blage temperature; hladne fronte, medtropsko konvergenčno območje (v obliki vetrov iz amazonskega gozda), najmočnejši vetrovi, ki jih prenaša morje (pogosto iz ekstratropskega ciklona) in poletna evapotranspiracija prinašajo plohe ali nevihte. Tako ima monsunsko podnebje suhe in mile zime in pomladi ter zelo vlažna in topla poletja in jeseni. Posledično temperature nad 40 °C, ki se lahko zgodijo vse leto, vendar so veliko bolj pogoste poleti, pogosto pomenijo, da je dejanska 'občutek' temperatura nad 50 °C, ko je malo vetra in je odstotek relativne vlažnosti visok.
Med letoma 1961 in 1990 je bila na konvencionalni postaji INMET (Brazilski nacionalni inštitut za meteorologijo) v okolici mesta Saúde najnižja zabeležena temperatura 10,1 °C oktobra 1977, najvišja zabeležena temperatura pa je bila 39 °C decembra 1963. Največ padavin v 24 urah je bilo 167,4 mm januarja 1962. Vendar pa je bila absolutna najnižja temperatura, kadar koli zabeležena na postaji INMET Jacarepaguá, 3,8 °C julija 1974, medtem ko je bila absolutna najvišja temperatura 43,2 °C 26. decembra 2012 v okolici postaje Santa Cruz. Najvišja količina akumuliranih padavin v 24 urah, 186,2 mm je bila zabeležena na postaji Santa Teresa aprila 1967. Najnižja zabeležena temperatura v 21. stoletju je bila 8,1 °C v Vili Militar julija 2011.

## Upravna delitev
| Zahodna cona | Severna cona | Južna cona | Centralna cona |

Mesto je običajno razdeljeno na zgodovinsko središče (Centro); turistom prijazno bogatejše južno območje (Zona Sul); stanovanjska manj premožna severna cona (Zona Norte); periferije v zahodni coni (Zona Oeste), med njimi Santa Cruz, Campo Grande in bogato novejše okrožje Barra da Tijuca. Rio de Janeiro je upravno razdeljen na 33 distritos (okrožij), imenovanih Regiões Administrativas ('Upravne regije') in 165 bairros (soseske).
Podprefekture so uradno razvrščene v štiri regije (ali "cone"), pri čemer se upošteva geografski položaj in zgodovina; vendar te nimajo nobene upravne ali politične moči nad občino. Uradna politična razdelitev občine za delitev sosesk upošteva zgodovinsko-kulturne značilnosti. Večina njenega prebivalstva je skoncentrirana v soseskah Campo Grande, Santa Cruz, Bangu, Tijuca, Realengo, Jacarepaguá, Copacabana, Barra da Tijuca, Maré, Guaratiba in Taquara. Teh enajst sosesk skupaj združuje 1,5 milijona prebivalcev, glede na popis 2010.
Centro ali Downtown je zgodovinsko jedro mesta, pa tudi njegovo finančno središče. Zanimiva mesta so Paço Imperial, zgrajen v kolonialnih časih, da bi služil kot rezidenca za portugalske guvernerje Brazilije; številne zgodovinske cerkve, kot so cerkev Candelária (nekdanja stolnica), São Jose, Santa Lucia, Nossa Senhora do Carmo, Santa Rita, São Francisco de Paula ter samostana Santo Antônio in São Bento. V Centru je tudi sodobna betonska stolnica Rio de Janeiro. Okoli trga Cinelândia je več znamenitosti Belle Époque, kot sta Mestno gledališče in stavba Narodne knjižnice. Med številnimi muzeji sta najpomembnejša Museu Nacional de Belas Artes (Narodni muzej lepih umetnosti, Rio de Janeiro) in Museu Histórico Nacional (Narodni zgodovinski muzej, Brazilije).
Južno območje (Zona Sul) je sestavljeno iz več okrožij, med katerimi so São Conrado, Leblon, Ipanema, Arpoador, Copacabana in Leme, ki sestavljajo atlantsko obalo Ria. Soseska plaže Copacabana gosti eno najbolj spektakularnih silvestrskih zabav na svetu (Reveillon), saj se več kot dva milijona veseljakov gnete na pesku, da bi opazovali ognjemet. Od leta 2001 so ognjemete izstreljevali s čolnov, da bi izboljšali varnost dogodka.
Severna cona (Zona Norte) se začne pri Grande Tijuca (stanovanjski in komercialni bairro srednjega razreda v Tijuci), zahodno od središča mesta, in se razteza kilometre v notranjost do Baixade Fluminense in severozahoda mesta. V tej regiji je Maracana (ki stoji v Grande Tijuca), nekoč največje nogometno prizorišče na svetu, ki je lahko sprejelo skoraj 199.854 ljudi, kot je bilo za finale svetovnega prvenstva leta 1950. V tej regiji je tudi večina šol sambe v Riu de Janeiru, kot so Mangueira, Salgueiro, Império Serrano, Unidos da Tijuca, Imperatriz Leopoldinense, med drugimi. Nekatere glavne soseske severne cone Ria so Alto da Boa Vista, ki deli deževni gozd Tijuca z južno in jugozahodno cono; Tijuca, Vila Isabel, Méier, São Cristovão, Madureira, Penha, Manguinhos, Fundão, Olaria med drugim. Številna revna naselja Ria de Janeira (favele) so v severni coni.
Zahodna cona (Zona Oeste) Ria de Janeira je nejasno opredeljeno območje, ki pokriva približno 50 % celotnega območja mesta, vključno s soseskama Barra da Tijuca in Recreio dos Bandeirantes. Na zahodni strani Ria je veliko zgodovinskih znamenitosti zaradi stare »kraljevske ceste Santa Cruz«, ki je prečkala ozemlje v regijah Realengo, Bangu in Campo Grande ter se končala pri kraljevi palači Santa Cruz v regiji Santa Cruz. Najvišji vrh mesta Rio de Janeiro je Pedra Branca (Pico da Pedra Branca) znotraj državnega parka Pedra Branca. Ima nadmorsko višino 1024 m. Državni park Pedra Branca (Parque Estadual da Pedra Branca) je največji mestni državni park na svetu, ki obsega 17 sosesk na zahodu in so velikanska pljuča v mestu s potmi, slapovi in zgodovinskimi znamenitostmi kot sta stari akvadukt v Colônia Juliano Moreira v soseski Taquara in jez v Camorimu. Santa Cruz in regija Campo Grande sta pokazala gospodarsko rast, predvsem v soseski Campo Grande. V stanovanjski četrti nižjega in nižjega srednjega razreda Santa Cruz, eni največjih in najbolj naseljenih sosesk Ria de Janeira, se gradijo industrijska podjetja, predvsem Ternium Brasil, nova jeklarna z lastnimi zasebnimi doki v zalivu Sepetiba, ki naj bi biti največja jeklarna v Južni Ameriki. Predor, imenovan Túnel da Grota Funda, odprt leta 2012, je vzpostavil javni prevoz med Barra da Tijuco in Santa Cruzom, kar je skrajšalo čas potovanja v regijo iz drugih območij Ria de Janeira.

## Gospodarstvo
Rio de Janeiro ima drugi največji BDP od vseh mest v Braziliji, prekaša ga le São Paulo. Po podatkih IBGE je leta 2008 znašal približno 201 milijardo ameriških dolarjev, kar je enako 5,1 % nacionalnega zneska. Upoštevajoč mrežo vpliva urbane metropole (ki pokriva 11,3 % prebivalstva) se ta delež v BDP povzpne na 14,4 %, kaže študija, ki jo je oktobra 2008 objavil IBGE.
Veliki Rio de Janeiro, kot ga zaznava IBGE, ima BDP 187 milijard ameriških dolarjev in predstavlja drugo največje središče nacionalnega bogastva. BDP na prebivalca znaša 11.786 USD. V njem je zbranih 68 % gospodarske moči države in 7,9 % vsega blaga in storitev, proizvedenih v državi. Storitveni sektor predstavlja največji delež BDP (65,5 %), sledijo mu trgovina (23,4 %), industrijske dejavnosti (11,1 %) in kmetijstvo (0,1 %).

### Turizem
Rio de Janeiro je glavna turistična atrakcija in letovišče Brazilije. Prejme največ obiskovalcev na leto od vseh mest v Južni Ameriki z 2,82 milijona mednarodnih turistov na leto.
Znamenitosti v mestu vključujejo približno 80 kilometrov plaž, gore Corcovado in Sladkorna glava ter stadion Maracanã. Medtem ko je imelo mesto v preteklosti uspešen turistični sektor, je industrija v zadnji četrtini 20. stoletja začela nazadovati. Letno število prihodov na mednarodna letališča je padlo s 621.000 na 378.000, povprečna zasedenost hotelov pa je med letoma 1985 in 1993 padla na 50 %. Dejstvo, da je Brasília nadomestila Rio de Janeiro kot brazilsko prestolnico leta 1960 in da je São Paulo nadomestil Rio kot komercialno, finančno in glavno kulturno središče države sredi 20. stoletja, je bilo prav tako navedeno kot vodilni vzrok za upad.
Vlada Ria de Janeira se je od takrat lotila posodobitve mestnega gospodarstva, zmanjšanja kroničnih družbenih neenakosti in izboljšanja poslovnega položaja kot del pobude za oživitev turistične industrije.
Rio de Janeiro je mednarodno središče zelo aktivnega in raznolikega nočnega življenja z bari, plesnimi bari in nočnimi klubi, ki so odprti tudi čez polnoč.[198] Mesto je pomembna globalna destinacija LGBT, ki ga vsako leto obišče 1 milijon LGBT turistov.
Ulica Farme de Amoedo je v Ipanemi, soseski v južnem delu mesta. Ulica in bližnja plaža sta priljubljeni v skupnosti LGBT.

## Kultura
Rio de Janeiro je glavno kulturno središče Brazilije. Njegova arhitektura obsega cerkve in stavbe iz 16. do 19. stoletja, ki se mešajo s svetovno znanimi zasnovami 20. stoletja. Rio je bil več let dom portugalske cesarske družine in glavno mesto države, nanj pa je vplivala portugalska, angleška in francoska arhitektura.
Rio de Janeiro je iz preteklosti podedoval močno kulturno vlogo. V poznem 19. stoletju so potekala predvajanja prvega brazilskega filma in od takrat se je razširilo več produkcijskih ciklov, ki so sčasoma postavili Rio v ospredje eksperimentalne in nacionalne kinematografije. Mednarodni filmski festival v Riu de Janeiru poteka vsako leto od leta 1999.
Rio trenutno združuje glavne produkcijske centre brazilske televizije. Med glavnimi mednarodnimi filmi, ki so se odvijali v Riu de Janeiru, so Blame it on Rio; film o Jamesu Bondu Moonraker; z oskarjem nagrajeni, kritiško hvaljeni Central Station Walterja Sallesa, ki je tudi eden najbolj znanih brazilskih režiserjev; in z oskarjem nagrajeno zgodovinsko dramo Črni Orfej, ki je prikazala prve dni karnevala v Riu de Janeiru. Mednarodno distribuirana brazilska filma, ki ponazarjata temnejšo stran Ria de Janeira, sta Elite Squad in City of God.
Rio ima veliko pomembnih kulturnih znamenitosti, kot je Biblioteca Nacional (Narodna knjižnica), ena največjih knjižnic na svetu z zbirkami, ki skupaj obsegajo več kot 9 milijonov enot, občinsko gledališče, Narodni muzej lepih umetnosti, muzej Carmen Miranda, botanični vrt Rio de Janeiro; park Parque Lage, Quinta da Boa Vista; cesarski trg, Brazilska literarna akademija, Museu de Arte Moderna do Rio de Janeiro in Prirodoslovni muzej.
- Muzej moderne umetnosti
- Narodni muzej lepih umetnosti
- Kristus Odrešenik (kip)
- Mestno gledališče, Rio de Janeiro
- Mesto umetnosti (Cidade das Artes)
- Kraljevi portugalski kabinet - čitalnica

### Gledališče
Theatro Municipal (Mestno gledališče) v Riu de Janeiru je ena najbolj privlačnih stavb v osrednjem delu mesta. Dom enega največjih odrov v Latinski Ameriki in enega najbolj znanih brazilskih prizorišč za opero, balet in klasično glasbo, stavbo je navdihnila palača Garnier, dom Pariške opere. Gradnja Theatro Municipal se je začela leta 1905 po načrtih arhitekta Francisca Pereire Passosa. Kipa dveh žensk na vrhu, ki predstavljata poezijo in glasbo, sta delo Rodolfa Bernardellija, notranjost pa je bogata s pohištvom in lepimi slikami. Teatro Municipal, odprt leta 1909, ima skoraj 1700 sedežev. Njegova notranjost vključuje vitraže iz preloma stoletja iz Francije, strope iz marmorja v rožnati barvi in lestenec iz kristalnih kroglic za 1000 funtov, obdan s sliko Plesa ur. Zunanje stene stavbe so posejane z napisi z imeni slavnih Brazilcev in številnih drugih mednarodnih zvezdnikov.
Cidade das Artes (Mesto umetnosti) je kulturni kompleks v Barra da Tijuca v jugozahodni coni Ria de Janeira, ki je bil prvotno načrtovan za odprtje leta 2004. Uradno znan kot Cidade da Música (Mesto glasbe) je bil končno odprt v začetku leta 2013. Projekt bo gostil brazilski simfonični orkester, ki bo postal glavno glasbeno središče, saj bo največja sodobna koncertna dvorana v Južni Ameriki s 1780 sedeži. Kompleks obsega približno 90 × 103 m² in ima tudi dvorano za komorno glasbo, tri gledališča in 12 prostorov za vaje. S terase je panoramski pogled na območje. Stavbo je zasnoval francoski arhitekt Christian de Portzamparc, gradnjo pa je financiralo mesto Rio de Janeiro.
Niz pokritih gledališč, skupaj znanih kot Lona Cultural, ki jih upravlja mestni občinski sekretar za kulturo, služijo po vsem mestu kot prizorišča za kulturne dejavnosti, kot so koncerti, predstave, delavnice, sejmi umetnosti in obrti ter tečaji.

### Šport
V mestu je med letoma 1936 in 1954 potekala dirka za Veliko nagrado Ria de Janeira.
Mesto je bilo izbrano za organizacijo poletnih olimpijskih iger leta 2016, kot prvo južnoameriško mesto, ki je gostilo olimpijske igre. V ta namen so v Riu zgradili 32 novih športnih objektov in posodobili infrastrukturo.